# Lindach (Anzing)
Lindach ist ein Gemeindeteil der Gemeinde Anzing im oberbayerischen Landkreis Ebersberg. 
Das Dorf Lindach liegt etwa einen Kilometer nördlich von Anzing. 1045 wird Lintahi das erste Mal erwähnt. Eine Quelle aus dem Jahr 1152 berichtet von einem Rodinger de Lintahe. Ab den 14. Jahrhundert findet sich der Name Lintach, der in den folgenden Zeit noch variierte, zum Beispiel zu Lyntach, Linda und aufm Lindach.